# 부산 사하구의 국회의원

## 행정구역 변천
- 1983년 12월 15일 서구 괴정동·당리동·하단동·신평동·장림동·다대동·구평동·감천동, 북구 대저2동 중 을숙도·일웅도에 부산직할시 사하구 설치
- 1995년 1월 1일 부산광역시 사하구

## 부산 사하구의 역대 국회의원 일람
| 대수   | 이름           | 소속정당     | 임기                              | 선거구역                                                                                  |
| ------ | -------------- | ------------ | --------------------------------- | ----------------------------------------------------------------------------------------- |
| 제12대 | 서석재(徐錫宰) | 신한민주당   | 1985년 4월 11일 ~ 1988년 5월 29일 | 서구·사하구 일원(제2선거구)                                                               |
| 제12대 | 곽정출(郭正出) | 민주정의당   | 1985년 4월 11일 ~ 1988년 5월 29일 | 서구·사하구 일원(제2선거구)                                                               |
| 제13대 | 서석재(徐錫宰) | 통일민주당   | 1988년 5월 30일 ~ 1992년 5월 29일 | 사하구 일원                                                                               |
| 제14대 | 서석재(徐錫宰) | 무소속       | 당선 무효                         | 사하구 일원                                                                               |
| 제14대 | 박종웅(朴鍾雄) | 민주자유당   | 1993년 4월 24일 ~ 1996년 5월 29일 | 사하구 일원                                                                               |
| 제15대 | 서석재(徐錫宰) | 신한국당     | 1996년 5월 30일 ~ 2000년 5월 29일 | 사하구 갑: 괴정1동, 괴정2동, 괴정3동, 괴정4동, 당리동, 하단1동, 하단2동                   |
| 제15대 | 박종웅(朴鍾雄) | 신한국당     | 1996년 5월 30일 ~ 2000년 5월 29일 | 사하구 을: 신평1동, 신평2동, 장림1동, 장림2동, 다대1동, 다대2동, 구평동, 감천1동, 감천2동 |
| 제16대 | 엄호성(嚴虎聲) | 한나라당     | 2000년 5월 30일 ~ 2004년 5월 29일 | 사하구 갑: 괴정1동, 괴정2동, 괴정3동, 괴정4동, 당리동, 하단1동, 하단2동                   |
| 제16대 | 박종웅(朴鍾雄) | 한나라당     | 2000년 5월 30일 ~ 2004년 5월 29일 | 사하구 을: 신평1동, 신평2동, 장림1동, 장림2동, 다대1동, 다대2동, 구평동, 감천1동, 감천2동 |
| 제17대 | 엄호성(嚴虎聲) | 한나라당     | 2004년 5월 30일 ~ 2008년 5월 29일 | 사하구 갑: 괴정1동, 괴정2동, 괴정3동, 괴정4동, 당리동, 하단1동, 하단2동                   |
| 제17대 | 조경태(趙慶泰) | 열린우리당   | 2004년 5월 30일 ~ 2008년 5월 29일 | 사하구 을: 신평1동, 신평2동, 장림1동, 장림2동, 다대1동, 다대2동, 구평동, 감천1동, 감천2동 |
| 제18대 | 현기환(玄伎煥) | 한나라당     | 2008년 5월 30일 ~ 2012년 5월 29일 | 사하구 갑: 괴정1동, 괴정2동, 괴정3동, 괴정4동, 당리동, 하단1동, 하단2동                   |
| 제18대 | 조경태(趙慶泰) | 통합민주당   | 2008년 5월 30일 ~ 2012년 5월 29일 | 사하구 을: 신평1동, 신평2동, 장림1동, 장림2동, 다대1동, 다대2동, 구평동, 감천1동, 감천2동 |
| 제19대 | 문대성(文大成) | 새누리당     | 2012년 5월 30일 ~ 2016년 5월 29일 | 사하구 갑: 괴정1동, 괴정2동, 괴정3동, 괴정4동, 당리동, 하단1동, 하단2동                   |
| 제19대 | 조경태(趙慶泰) | 민주통합당   | 2012년 5월 30일 ~ 2016년 5월 29일 | 사하구 을: 신평1동, 신평2동, 장림1동, 장림2동, 다대1동, 다대2동, 구평동, 감천1동, 감천2동 |
| 제20대 | 최인호(崔仁昊) | 더불어민주당 | 2016년 5월 30일 ~ 2020년 5월 29일 | 사하구 갑: 괴정1동, 괴정2동, 괴정3동, 괴정4동, 당리동, 하단1동, 하단2동                   |
| 제20대 | 조경태(趙慶泰) | 새누리당     | 2016년 5월 30일 ~ 2020년 5월 29일 | 사하구 을: 신평1동, 신평2동, 장림1동, 장림2동, 다대1동, 다대2동, 구평동, 감천1동, 감천2동 |
| 제21대 | 최인호(崔仁昊) | 더불어민주당 | 2020년 5월 30일 ~ 2024년 5월 29일 | 사하구 갑: 괴정1동, 괴정2동, 괴정3동, 괴정4동, 당리동, 하단1동, 하단2동                   |
| 제21대 | 조경태(趙慶泰) | 미래통합당   | 2020년 5월 30일 ~ 2024년 5월 29일 | 사하구 을: 신평1동, 신평2동, 장림1동, 장림2동, 다대1동, 다대2동, 구평동, 감천1동, 감천2동 |
| 제22대 | 이성권(李成權) | 국민의힘     | 2024년 5월 30일 ~                 | 사하구 갑: 괴정1동, 괴정2동, 괴정3동, 괴정4동, 당리동, 하단1동, 하단2동, 신평2동          |
| 제22대 | 조경태(趙慶泰) | 국민의힘     | 2024년 5월 30일 ~                 | 사하구 을: 신평1동, 장림1동, 장림2동, 다대1동, 다대2동, 구평동, 감천1동, 감천2동          |

## 같이 보기
- 부산 서구의 국회의원
- 부산 북구의 국회의원
- 부산 강서구의 국회의원
- 부산 사상구의 국회의원
- 기장군의 국회의원
- 김해시의 국회의원
- 양산시의 국회의원
- 사하구 (선거구)
- 사하구 갑
- 사하구 을